# Antoni Macierewicz
Antoni Macierewiczⓘ (ur. 3 sierpnia 1948 w Warszawie) – polski polityk, historyk, nauczyciel akademicki, publicysta.
Działacz opozycji demokratycznej w Polskiej Rzeczypospolitej Ludowej w latach 1968–1989, współzałożyciel Komitetu Obrony Robotników i Komitetu Samoobrony Społecznej „KOR”. W latach 1991–1993, 1997–2005 i od 2007 poseł na Sejm RP I, III, IV, VI, VII, VIII, IX i X kadencji, w latach 1991–1992 minister spraw wewnętrznych, w 2006 i w 2007 podsekretarz stanu w Ministerstwie Obrony Narodowej, w latach 2006–2007 szef Służby Kontrwywiadu Wojskowego, od 2013 wiceprezes Prawa i Sprawiedliwości, w latach 2015–2018 minister obrony narodowej. Marszałek Senior Sejmu RP IX kadencji. Kawaler Orderu Orła Białego.

## Życiorys

### Działalność w Polskiej Rzeczypospolitej Ludowej
Urodził się w Warszawie. Jest synem Zdzisława Macierewicza i Marii z domu Strączyńskiej (1910–2004). Jego rodzice byli pracownikami naukowymi, ojciec docentem chemii (popełnił samobójstwo kilka tygodni po podpisaniu zobowiązania do współpracy z UB), a matka doktorem biologii.
Uczęszczał w latach 1959–1960 do zakładu Ojców Salezjanów w Rumi, następnie ukończył Szkołę Podstawową nr 25 w Warszawie przy ul. Ogrodowej, po czym rozpoczął naukę w XVII Liceum Ogólnokształcącym im. Andrzeja Frycza Modrzewskiego w Warszawie, skąd w 1965 z przyczyn politycznych został relegowany (za odmowę potępienia na szkolnym apelu orędzia biskupów polskich do biskupów niemieckich). Po zmianie szkoły zdał maturę w XLII Liceum Ogólnokształcącym im. Marii Konopnickiej w Warszawie.
Od 1966 należał do 1. Warszawskiej Drużyny Harcerskiej im. Romualda Traugutta „Czarna Jedynka” przy warszawskim liceum im. Tadeusza Reytana, był w niej instruktorem harcerskim, przez kilka lat drużynowym. W 1969 współorganizował Gromadę Włóczęgów – krąg starszoharcerski.
W 1966 rozpoczął studia historyczne w Instytucie Historycznym na Wydziale Historycznym Uniwersytetu Warszawskiego. Podczas studiów należał do rady wydziałowej Zrzeszenia Studentów Polskich, zaangażował się w działalność opozycyjną, był założycielem Ligi Niepodległościowej. W lutym 1968 zbierał podpisy pod listem do Sejmu PRL przeciw zdjęciu ze sceny Teatru Narodowego Dziadów Adama Mickiewicza w reżyserii Kazimierza Dejmka. Był uczestnikiem strajków studenckich w marcu 1968, za co był tymczasowo aresztowany od 28 marca do 3 sierpnia 1968, a w związku z tym został następnie zawieszony w prawach studenta. W książce Anatomia buntu. Kuroń, Modzelewski i komandosi (2010) Andrzej Friszke na podstawie materiałów IPN stwierdził, że w marcu 1968 Antoni Macierewicz miał obciążać w śledztwie innych działaczy opozycji, w tym Wojciecha Onyszkiewicza. Antoni Macierewicz wbrew wcześniejszym deklaracjom ostatecznie nie pozwał Andrzeja Friszkego. Po wydarzeniach grudniowych na Wybrzeżu w 1970 zorganizował akcję pomocy, polegającą na oddawaniu krwi dla ofiar.
29 czerwca 1971 ukończył studia (praca magisterska Hierarchia władzy a struktura własności ziemskiej w Tawantinsuyu w pierwszej połowie XVI w. została obroniona pod kierunkiem Antoniego Mączaka). Po zamachu stanu generała Augusta Pinocheta w Chile w 1973 pomógł niektórym członkom maoistowskiej partii Movimiento de Izquierda Revolucionaria w uzyskaniu azylu w Polsce. Jako doktorant Pracowni Dziejów Ameryki Łacińskiej i Afryki Instytutu Historii PAN w Warszawie zajmował się zagadnieniami Ameryki Południowej, podjął się pisania pracy doktorskiej, której mimo wcześniejszego przyjęcia na studium nie ukończył z uwagi na odmowę zatwierdzenia jego kandydatury przez radę naukową. W latach 1973–1975 koordynował, wraz z innymi niezależnymi intelektualistami, akcję pisania listów protestacyjnych do Sejmu PRL przez wyższe uczelnie, w których sprzeciwiano się zmianom w konstytucji PRL. Bez powodzenia ubiegał się o pracę w PAN, w połowie lutego 1974 zgodził się na pracę bibliotekarza, której nie podjął. Od 1975 do 1976 wykładał historię Ameryki Łacińskiej w Katedrze Iberystyki na Uniwersytecie Warszawskim. W tym czasie publikował artykuły na łamach czasopisma „Etnografia Polska” oraz nauczył się języka keczua. W styczniu 1976 wszczęto na jego rzecz przewód doktorski pod kierunkiem profesora Tadeusza Łepkowskiego, który został przerwany w połowie października 1976 z powodu zaangażowania Antoniego Macierewicza w działalność Komitetu Obrony Robotników. Ponadto z powodu działalności opozycyjnej została zablokowana publikacja jego książki pt. Ameryka Łacińska w krzywym zwierciadle oraz planowany wyjazd do Argentyny w celu prowadzenia badań archiwalnych.
Po pacyfikacjach wystąpień robotników w okresie czerwca 1976, wraz z członkami KOR, organizował akcję niesienia pomocy represjonowanym robotnikom Radomia, Ursusa, Płocka, Nowego Targu i Grudziądza. Wraz z niektórymi dawnymi harcerzami Czarnej Jedynki współtworzył konspiracyjną strukturę, która zajmowała się zbieraniem pieniędzy, udzielaniem pomocy prawnej i lekarskiej represjonowanym. We wrześniu 1976 był jednym z założycieli Komitetu Obrony Robotników i współautorem pierwszego apelu KOR. Rozpoczął następnie wydawanie „Komunikatu KOR-u”. Blisko współpracował wówczas z Jackiem Kuroniem i Adamem Michnikiem. W maju 1977 brał udział w organizowaniu manifestacji w Krakowie upamiętniającej śmierć studenta Uniwersytetu Jagiellońskiego Stanisława Pyjasa. Od 16 maja do 23 lipca 1977 w Krakowie oraz na kilka dni w grudniu 1979 był ponownie aresztowany. W październiku 1977 rozpoczął wydawanie podziemnego miesięcznika „Głos” i był jego redaktorem naczelnym od początku do 1990 (początkowo publikowali w nim Adam Michnik, Jacek Kuroń i inni członkowie KOR, zaś po konflikcie z nimi Antoni Macierewicz redagował pismo samodzielnie). Latem 1978 uczestniczył w spotkaniu KSS „KOR” z członkami czechosłowackiej Karty 77 w Karkonoszach. W październiku 1979 był uczestnikiem solidarnościowej głodówki w Kościele Świętego Krzyża w Warszawie. W związku z działalnością opozycyjną w latach 70. był rozpracowywany i inwigilowany przez Służbę Bezpieczeństwa PRL, sześciokrotnie karany przez kolegia ds. wykroczeń, od 1976 do 1980 co najmniej 23 razy zatrzymywany na 48 godzin, stosowano wobec niego także przeszukania mieszkania. Dokumenty przechowywane w Archiwum Instytutu Pamięci Narodowej potwierdzają, że był rozpracowywany w ramach Sprawy Operacyjnego Rozpracowania krypt. „Watra” dot. Jacka Kuronia. 31 maja 1975 został zarejestrowany przez KSMO w ramach Sprawy Operacyjnego Sprawdzenia o krypt. „Macek”, którą prowadzono do dnia 18 października 1989. Materiały zarchiwizowano pod sygn. II-9984 (IPN BU 0258/291).
Od września 1980 kierował Ośrodkiem Badań Społecznych NSZZ „Solidarność” (formalnie na stanowisku sekretarza naukowego) i rozpoczął wydawanie w Warszawie niezależnego dziennika „Wiadomości Dnia”. Od października 1980 był członkiem zespołu doradców Krajowej Komisji Porozumiewawczej, a później Komisji Krajowej NSZZ „Solidarność”. 27 września 1981 był jednym z sygnatariuszy deklaracji założycielskiej Klubów Służby Niepodległości. Jesienią 1981 został wykładowcą na Uniwersytecie Jagiellońskim, a jednocześnie na terenie całego kraju prowadził wykłady z zakresu historii najnowszej.
Po wprowadzeniu 13 grudnia 1981 stanu wojennego wszedł w skład komitetu strajkowego w Stoczni Gdańskiej. 16 grudnia 1981, po pacyfikacji tego protestu, został internowany (w tym czasie została internowana na kilka miesięcy także jego żona). Osadzono go najpierw w zakładzie karnym w Iławie, następnie w Kielcach-Piaskach, Rzeszowie-Załężu i Łupkowie. W listopadzie 1982 z powodu stanu zdrowia został skierowany do szpitala powiatowego w Sanoku. Po uzyskaniu od ordynatora Stanisława Lewka przepustki do dentysty oddalił się ze szpitala, a następnie został przewieziony (m.in. karawanem) do Warszawy. W organizację akcji opuszczenia szpitala i transportu włączył się także miejscowy proboszcz Adam Sudoł, którego zaangażowała przybyła do Sanoka żona Antoniego Macierewicza. Natomiast Jerzy Zając, również internowany w Nowym Łupkowie, twierdzi, że Antoni Macierewicz opuścił szpital w Sanoku 2 lub 3 grudnia 1982, kiedy szpital w Sanoku nie był już nadzorowany przez ówczesne władze, przebywali tam zwykli pacjenci, w tym internowani.
Kilka tygodni później, tj. 23 grudnia 1982, internowanie formalnie uchylono. Antoni Macierewicz jednak do 1984 pozostał w ukryciu, kierując pracami grupy „Głos”, wydającej w podziemiu miesięcznik („Głos”) i tygodnik („Wiadomości”). Jego ówczesne poglądy wyrażał artykuł Odbudowa państwa (sygnowany przez zespół „Głosu”), który postulował trójporozumienie: „Solidarności” i Kościoła z Ludowym Wojskiem Polskim.
Według akt wywiadu cywilnego PRL, dostępnych w Instytucie Pamięci Narodowej, Antoni Macierewicz w pierwszej połowie lat 80. znajdował się pod ochroną wysokich rangą funkcjonariuszy komunistycznych służb specjalnych. Dokumenty wskazują generała Zdzisława Sarewicza (ówczesny dyrektor Departamentu I MSW, czyli wywiadu cywilnego PRL) oraz pułkownika Stefana Mikołajskiego (funkcjonariusz elitarnego Biura Studiów SB). Chodzi o akta zawarte w teczce "Chemex", prowadzonej przez Departament I MSW . Wśród nich jest tzw. "notatka Hutorowicza", czyli dokument sporządzony 11 grudnia 1984 przez porucznika wywiadu Ireneusza Jasińskiego (nazwisko legalizacyjne "Hutorowicz"). Porucznik Jasiński "Hutorowicz" spisał tę notatkę dzień po rozmowie z esbeckim kapitanem Grzegorzem Bolestą ze Stołecznego Urzędu Spraw Wewnętrznych (SUSW). Kapitan Bolesta był oficjalnie odpowiedzialny za śledzenie Antoniego Macierewicza i jego współpracowników. Jednak notatka "Hutorowicza" mówi, że Biuro Studiów SB chroniło Macierewicza przed Bolestą.
W notatce porucznik Jasiński "Hutorowicz" pisze: "W dniu 10 grudnia br. przeprowadziłem rozmowę z kpt. G. Bolestą z Wydziału III-2 SUSW, który prowadzi rozpracowanie działaczy opozycji politycznej w kraju: A. Macierewicza, P. Naimskiego, U. Doroszewskiej, L. Dorna i innych. W jej trakcie ustaliłem, iż: - materiały operacyjne z rozpracowania m.in. A. Macierewicza zostały pobrane z Wydziału III-2 SUSW przez Biuro Studiów SB (Wydział tow. Mikołajskiego). Spowodowało to praktyczne zawieszenie rozpracowania A. Macierewicza, a częściowo też innych powiązanych z nim osób; - komunikaty PP (obiekt – mieszkanie A. Macierewicza) przekazywane są do Wydziału III-2 SUSW ze znacznym opóźnieniem w postaci kolejnych kopii. Brak jest natomiast informacji, kto otrzymuje pierwsze egzemplarze tych komunikatów; - osoby powiązane z A. Macierewiczem, które wychodzą w trakcie prowadzenia rozpracowania, są niezwłocznie rejestrowane przez inne jednostki MSW (Biuro Studiów SB), zanim zdąży to zrobić Wydział III-2 SUSW; - złożony przez Wydział III-2 SUSW wniosek o instalację PP w mieszkaniu P. Naimskiego nie został dotychczas zrealizowany, a tow. Bolesta nie jest w stanie stwierdzić, jaki jest stopień zaawansowania realizacji sprawy. Przypuszcza on nawet, iż wniosek ten mógł zostać zrealizowany dla innej jednostki MSW; - do jednego z TW pozostających na kontakcie tow. Bolesty zgłosił się inny pracownik SB i powołując się na nazwisko kpt. Bolesty, wręczył TW w formie wynagrodzenia 5000 zł, pobrał pokwitowanie i odebrał od TW informacje operacyjne. Jak stwierdził tow. Bolesta, poprzedniego dnia teczka personalna i teczka pracy tego TW kontrolowana była przez jeden z wydziałów Biura Studiów SB. Uwzględniając powyższe, tow. Bolesta stwierdził, iż mimo rejestracji A. Macierewicza, P. Naimskiego i innych przez Wydział III-2 SUSW /.../ rola Wydziału III-2 SUSW jest w tym przypadku marginalna". Skrót PP oznacza podsłuch pokojowy (urządzenie podsłuchowe umieszczone po kryjomu w lokalu zamieszkiwanym lub uczęszczanym przez osobę śledzoną). Skrót TW oznacza tajnego współpracownika.
Ani w notatce "Hutorowicza", ani w całej teczce "Chemex", ani we wszystkich aktach IPN dostępnych dla badaczy, Antoni Macierewicz nie został zgłoszony jako tajny współpracownik Biura Studiów SB. Niemniej Biuro Studiów, w przeciwieństwie do innych jednostek SB, nie musiało zgłaszać swoich konfidentów jako TW. Dla głębszego zakonspirowania swej działalności, Biuro Studiów SB rejestrowało ich jedynie jako "osoby zabezpieczone" (tak samo ewidencjonowało obywateli, których śledziło lub nękało). Wiązało się to ze szczególnym charakterem działań Biura Studiów SB, które zajmowało się m.in. promowaniem pseudoopozycyjnych ugrupowań i liderów. Blisko też współpracowało z sowieckim Komitetem Bezpieczeństwa Państwowego (KGB, ros. КГБ СССР, Komitiet gosudarstwiennoj biezopasnosti pri Sowietie Ministrow SSSR, czyli cywilny wywiad, kontrwywiad i służba bezpieczeństwa ZSRR).
Teczka "Chemex" zawiera również tzw. "notatkę Sarewicza". Chodzi o notatkę sporządzoną we wrześniu 1984 r. przez członków kierownictwa wywiadu cywilnego PRL i podpisaną przez szefa tej służby, generała Zdzisława Sarewicza. Notatka opisuje działalność Antoniego Macierewicza. Czytamy w niej: "Po ucieczce z internowania SUSW nie ścigał A. Macierewicza listem gończym. Nie wszczęto również postępowania karnego /.../ nie ma podstaw prawnych do jakiegokolwiek ścigania i represjonowania A. Macierewicza". Historyk prof. Andrzej Friszke nazwał ten dokument "certyfikatem bezpieczeństwa", który generał Sarewicz wystawił Macierewiczowi.
Antoni Macierewicz był też członkiem zespołu kierowniczego Archidiecezjalnego Duszpasterstwa Ludzi Pracy w Warszawie i w 1984 członkiem jego rady programowej. Współpracował z kontestującą politykę Lecha Wałęsy Grupą Roboczą Komisji Krajowej NSZZ „Solidarność”. W 1988 przystąpił do Klubu Myśli Politycznej „Dziekania”, z którego odszedł rok później, gdy klub ten poparł porozumienie Okrągłego Stołu.

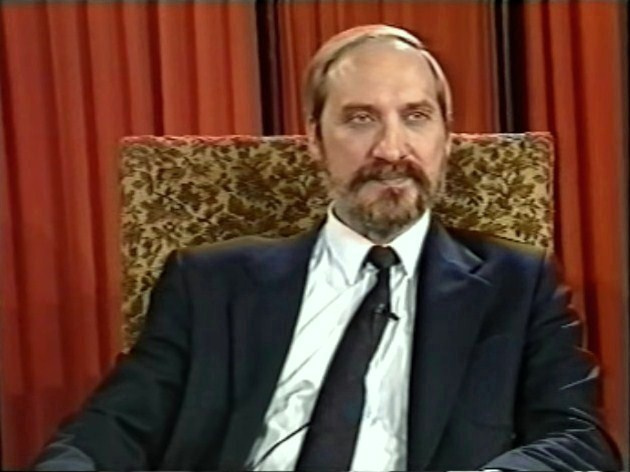
Antoni Macierewicz w 1994

### Działalność polityczna w III RP

#### Lata 1989–2005
Jesienią 1989 współtworzył Zjednoczenie Chrześcijańsko-Narodowe, którego został wiceprezesem. W 1990 wszedł w skład Komitetu Obywatelskiego przy Lechu Wałęsie. W wyborach parlamentarnych w 1991 25 043 głosami został wybrany posłem z listy Wyborczej Akcji Katolickiej w okręgu warszawskim. W rządzie Jana Olszewskiego w latach 1991–1992 był ministrem spraw wewnętrznych. Wykonując sejmową tzw. uchwałę lustracyjną, ogłosił tzw. listę Macierewicza, zawierającą nazwiska znanych polityków (m.in. ówczesnego prezydenta Lecha Wałęsy i marszałka Sejmu, prezesa jego własnej partii, Wiesława Chrzanowskiego), zarejestrowanych przez Służbę Bezpieczeństwa PRL jako jej tajni współpracownicy. Wywołało to poważny kryzys polityczny i było jednym z powodów odwołania rządu. Hipotetyczny przebieg zdarzeń z czerwca 1992, w relacji zwolenników odwołanego premiera, przedstawia film Nocna zmiana na podstawie książki Lewy czerwcowy. 20 czerwca 1992 został zwolniony z pełnienia obowiązków ministra.
Od 1981 współpracował i był politycznie, a później także i biznesowo związany z Robertem Luśnią, który był płatnym agentem Służby Bezpieczeństwa, a po uzyskaniu informacji o agenturalnej przeszłości Luśni zerwał z nim współpracę. Zasiadał z Luśnią w radzie fundacji Głos, nie utrzymywali jednak kontaktów, bo od 2004 fundacja nie prowadziła praktycznie żadnej działalności.
19 lipca 1992 został usunięty z ZChN, po czym utworzył m.in. wraz z Mariuszem Maraskiem i Piotrem Walerychem małą partię pod nazwą Akcja Polska, która w czerwcu 1993 weszła w skład Ruchu dla Rzeczypospolitej Jana Olszewskiego. W wyborach parlamentarnych w tym samym roku bez powodzenia ubiegał się o reelekcję z listy Koalicji dla Rzeczypospolitej w krakowskim (otrzymał 11 586 głosów).
W listopadzie 1993 reaktywował Akcję Polską. W 1995 wstąpił do Ruchu Odbudowy Polski, a w 1996 został wiceprzewodniczącym rady naczelnej tej partii. W wyborach parlamentarnych w 1997 z listy ROP wszedł do Sejmu III kadencji, uzyskując 15 221 głosów. Po rozłamie w tej partii, tuż po wyborach został prezesem założonej przez siebie partii Ruch Katolicko-Narodowy. W latach 1996–1997 współdziałał w opracowaniu Obywatelskiego Projektu Konstytucji. W 2001 został 24 900 głosami otrzymanymi w okręgu warszawskim wybrany do Sejmu z listy Ligi Polskich Rodzin, której klub opuścił po kilku miesiącach na skutek konfliktu z Romanem Giertychem. W IV kadencji od 2004 do 2005 był członkiem sejmowej komisji śledczej ds. prywatyzacji PKN Orlen.
W wyborach samorządowych w 2002 kandydował na stanowisko prezydenta Warszawy. Kampanię zakończył w pierwszej turze, z poparciem 5849 wyborców (1,09%), zajmując 8. miejsce na czternastu kandydatów. Współtworzył wówczas koalicję Razem Polsce, zrzeszającą niewielkie konserwatywno-narodowe ugrupowania prawicy, która zaprzestała działalności po porażce w tych wyborach. Od maja do lipca 2004 reprezentował Polskę w Parlamencie Europejskim.
Wraz z Janem Olszewskim i Gabrielem Janowskim i z poparciem Anny Walentynowicz przed wyborami parlamentarnymi w 2005 stworzył federacyjną partię Ruch Patriotyczny, która w wyborach do Sejmu nie przekroczyła progu wyborczego, uzyskując 1,05% głosów.

#### Lata 2005–2007

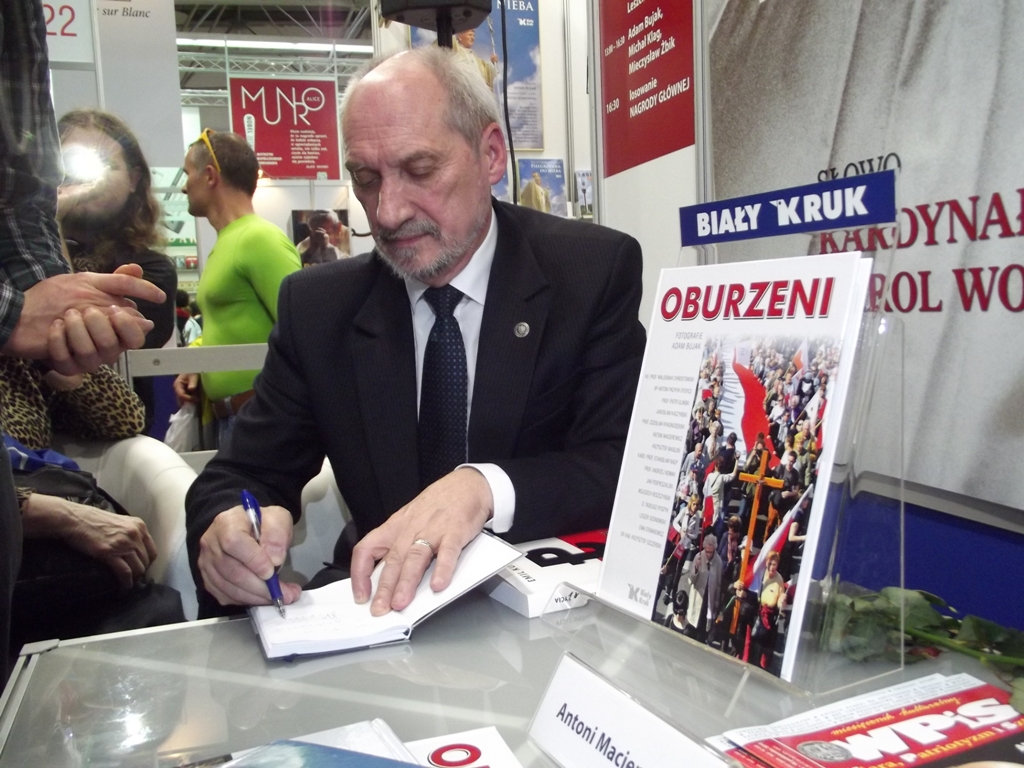
Antoni Macierewicz podczas 17. Targów Książki w Krakowie (2013)

21 lipca 2006 został mianowany na stanowisko wiceministra obrony narodowej w rządzie Jarosława Kaczyńskiego, jako likwidator Wojskowych Służb Informacyjnych, weryfikator ich kadr, a także pełnomocnik ds. tworzenia służby kontrwywiadu wojskowego. Pełnił tę funkcję do 4 października 2006, a od 1 listopada 2007 do 16 listopada 2007 był podsekretarzem stanu w MON.
20 sierpnia 2006 w Telewizji Trwam, odnosząc się do listu byłych ministrów spraw zagranicznych krytykującego odwołanie szczytu Trójkąta Weimarskiego przez prezydenta Lecha Kaczyńskiego, stwierdził, że większość z nich była agentami sowieckich służb specjalnych, co wywołało żądania reakcji ze strony m.in. opozycji, partii koalicyjnych (Samoobrony RP i LPR) i sejmowej Komisji Spraw Zagranicznych. 25 sierpnia 2006 Antoni Macierewicz przesłał swemu bezpośredniemu zwierzchnikowi, ministrowi obrony narodowej Radosławowi Sikorskiemu, list z wyjaśnieniami. W tym dniu oświadczył też, że: Mówiąc o agenturalnej przeszłości byłych szefów MSZ, użyłem niewłaściwego skrótu myślowego (...), nie cofając wprost swoich oskarżeń. 28 sierpnia 2006 minister ogłosił, że przesłał swojemu zastępcy pisemne upomnienie i, podobnie jak premier, uważa sprawę za zamkniętą.
4 października 2006 został powołany na stanowisko szefa nowej Służby Kontrwywiadu Wojskowego. 23 stycznia 2007 minister obrony narodowej Radosław Sikorski zwrócił się do premiera Jarosława Kaczyńskiego o jego odwołanie z tej funkcji, wskazując jako główną przyczynę efektywne pozbawienie polskich sił zbrojnych ochrony kontrwywiadowczej. Premier Szefa SKW nie odwołał, natomiast gdy 5 lutego minister Sikorski podał się do dymisji, została ona 7 lutego przyjęta.
16 lutego Prezydent Lech Kaczyński podał do publicznej wiadomości Raport o działaniach żołnierzy i pracowników WSI oraz wojskowych jednostek organizacyjnych realizujących zadania w zakresie wywiadu i kontrwywiadu wojskowego przed wejściem w życie ustawy z dnia 9 lipca 2003 r. o Wojskowych Służbach Informacyjnych wykraczających poza sprawy obronności państwa i bezpieczeństwa Sił Zbrojnych Rzeczypospolitej Polskiej, opracowany i sygnowany przez Antoniego Macierewicza jako Przewodniczącego Komisji Weryfikacyjnej.
16 sierpnia 2007, gdy Antoni Macierewicz był szefem SKW, doszło do ostrzału wioski Nangar Chel w Afganistanie. Zginęło wtedy ośmiu cywili. Żołnierzom postawiono zarzuty: w sześciu przypadkach zabójstwa ludności cywilnej. Żandarmeria Wojskowa nie stwierdziła przestępstwa, badając sprawę Nangar Chel. Żandarmi wojskowi uznali, że polscy żołnierze nie działali celowo. Cztery dni po ostrzale Antoni Macierewicz miał już na biurku raport SKW, który całkowicie zmienił sytuację. Antoni Macierewicz ze stanowiska szefa kontrwywiadu został odwołany 5 listopada 2007 w związku z uzyskaniem mandatu poselskiego.

#### Lata 2007–2015

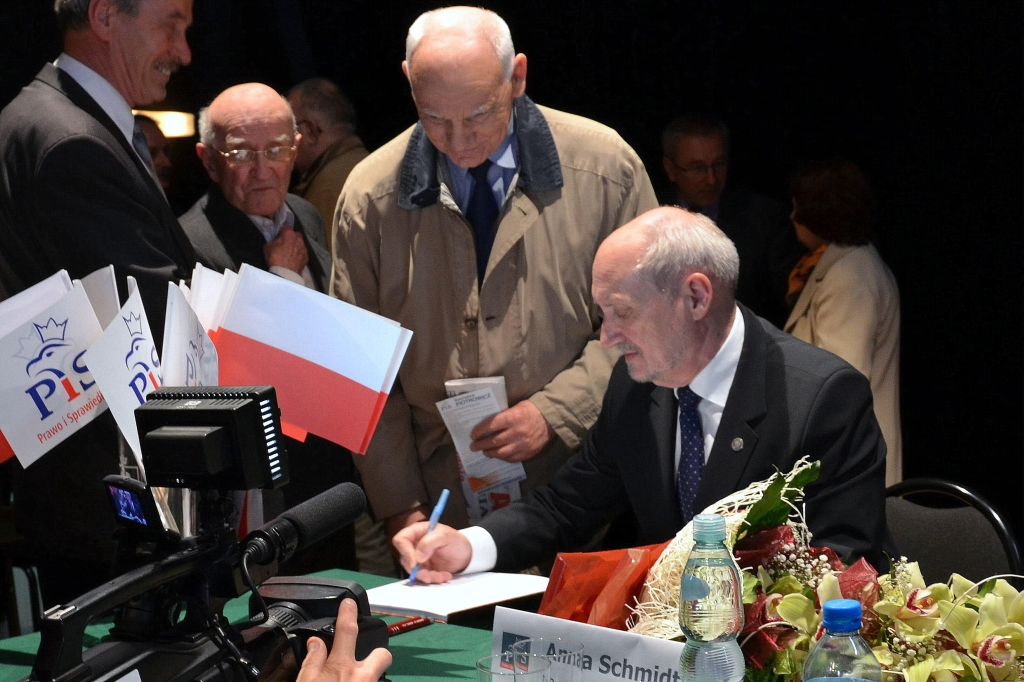
Stanisław Lewek (drugi z lewej), lekarz, który w 1982 umożliwił Antoniemu Macierewiczowi opuszczenie szpitala w Sanoku w czasie internowania (2014)

W wyborach do Sejmu VI kadencji uzyskał mandat, kandydując z pierwszego miejsca listy Prawa i Sprawiedliwości w okręgu piotrkowskim i otrzymując 40 055 głosów. Również w 2007 został felietonistą Radia Maryja i Telewizji Trwam (w cyklu Myśląc Ojczyzna i Głos Polski). Publikował na łamach „Naszego Dziennika”, „Gazety Polskiej” i „Niezależnej Gazety Polskiej”.
20 lipca 2010 został przewodniczącym zorganizowanego przez parlamentarzystów PiS zespołu parlamentarnego ds. wyjaśnienia przyczyn katastrofy rządowego samolotu Tu-154 w Smoleńsku. Jako przewodniczący tego zespołu, wysuwał szereg teorii spiskowych dotyczących katastrofy, sugerując m.in., że katastrofa mogła być politycznym zabójstwem, a rozbicie się samolotu – skutkiem zamachu lub innego aktu terrorystycznego. Dochodzenia polskie i międzynarodowe nie znalazły żadnych dowodów potwierdzających taką tezę. Pomimo tego konsekwentnie opisywał zmarłych w katastrofie jako poległych, domagając się uczczenia ich pamięci na równi z poległymi w obronie Polski, m.in. powstańcami warszawskimi.
W wyborach parlamentarnych w 2011 liczbą 41871 głosów Macierewicz uzyskał reelekcję.
W 2012 wygrał prawomocnie proces cywilny o ochronę dóbr osobistych wytoczony mu przez spółkę Agora. Liczne procesy cywilne o naruszenie dóbr osobistych i karne z oskarżenia prywatnego przeciwko Antoniemu Macierewiczowi wiązały się z jego wypowiedziami publicznymi po opublikowaniu tzw. raportu z weryfikacji WSI. W tych sprawach oddalone zostały wytoczone przeciwko niemu powództwa Zygmunta Solorza, Jana Wejcherta i innych osób. W 2011 Antoni Macierewicz przegrał prawomocnie proces cywilny z koncernem ITI.
W lutym 2012 Antoni Macierewicz wstąpił do PiS (opuszczając RKN i Ruch Patriotyczny). W marcu tego samego roku objął funkcję prezesa zarządu regionalnego tej partii w okręgu piotrkowskim. 23 listopada 2013 został wiceprezesem Prawa i Sprawiedliwości.

#### Działalność od 2015

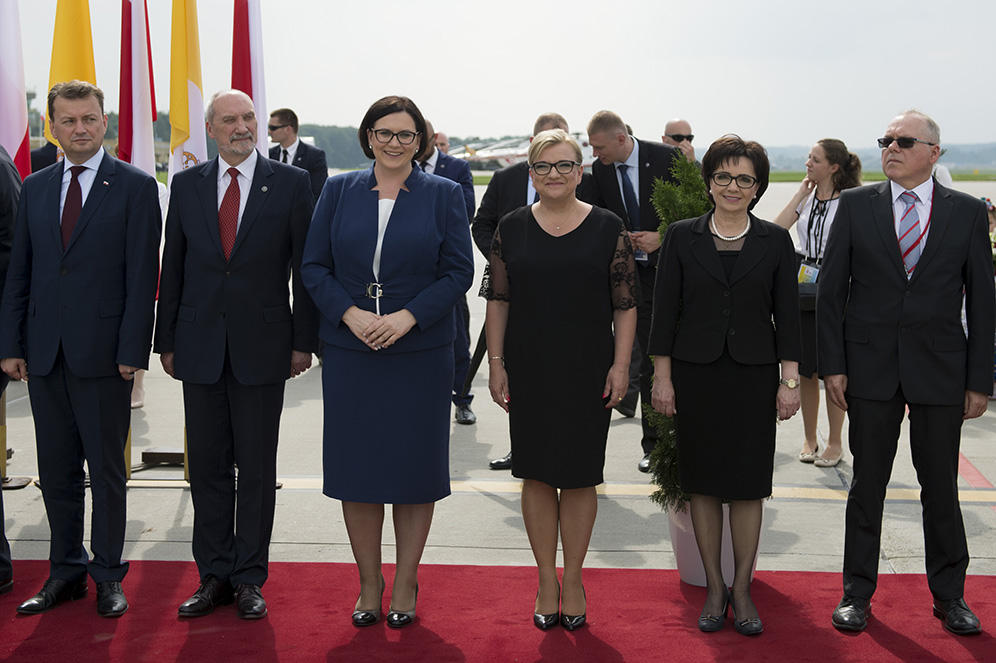
Antoni Macierewicz z ministrami podczas Światowych Dni Młodzieży, 27 lipca 2016

W 2015 został ponownie wybrany do Sejmu, otrzymując 33960 głosów. 16 listopada tego samego roku prezydent Andrzej Duda powołał go w skład rządu Beaty Szydło na urząd ministra obrony narodowej.
16 listopada 2015 mianował na szefa gabinetu politycznego oraz na rzecznika prasowego Ministerstwa Obrony Narodowej Bartłomieja Misiewicza, który był zatrudniony w MON do 14 kwietnia 2017. 18 grudnia 2015 wydał zarządzenie odnośnie Centrum Eksperckiego Kontrwywiadu NATO w Warszawie (powstało 29 września 2015 z inicjatywy służb kontrwywiadu wojskowego Polski i Słowacji z zadaniem prowadzenia specjalistycznych kursów i szkoleń w zakresie kontrwywiadu, a także rozwój doktryn i koncepcji NATO) i w ramach tego polecenia weszli do CEK NATO m.in. Piotr Bączek (szef Służby Kontrwywiadu) i Bartłomiej Misiewicz (szef gabinetu Antoniego Macierewicza) wraz z asystą Żandarmerii Wojskowej wprowadzając nowego p.o. dyrektora CEK NATO płk. Roberta Balę, zastępując dotychczasowego dyrektora Centrum pułkownika Krzysztofa Duszę. W oświadczeniu NATO podano, że Centrum Eksperckie Kontrwywiadu nie zostało jeszcze akredytowane przy Sojuszu.
W lutym 2016 mianował Wacława Berczyńskiego przewodniczącym Podkomisji ds. Ponownego Zbadania Wypadku Lotniczego pod Smoleńskiem, powołanej przy Komisji Badania Wypadków Lotniczych Lotnictwa Państwowego, który w połowie kwietnia 2017 jako szef podkomisji do ponownego zbadania katastrofy smoleńskiej Wacław Berczyński w wywiadzie dla „Dziennika Gazety Prawnej” przyznał, że to on „wykończył” caracale i nieoczekiwanie po wywiadzie zrezygnował z kierowania podkomisją smoleńską wyjeżdżając do USA (pozostał jej członkiem). Macierewicz wskazał, że rezygnacja Berczyńskiego wynikała „ze względów osobistych, głównie rodzinnych i zdrowotnych”. Platforma Obywatelska po wypowiedzi Berczyńskiego o „wykańczaniu” caracali zawiadomiła Prokuraturę Regionalną w Szczecinie o możliwości popełnienia przez niego przestępstwa. W kwietniu podpisał koncepcję powołania Wojsk Obrony Terytorialnej. W czerwcu wydał polecenie, by ofiary ze Smoleńska były czczone w każdym apelu wojskowym. Zarządzenie zostało rozesłane wewnętrzną pocztą do wszystkich jednostek wojskowych. W każdym apelu pamięci, w którym uczestniczy wojsko, ma być przywołany prezydent Lech Kaczyński z małżonką, Ryszard Kaczorowski, dowódcy sił zbrojnych, duchowni i pozostali uczestnicy tragicznego lotu. Zgodnie z poleceniem na każdej uroczystości z udziałem honorowej asysty wojska odczytywana była lista ofiar katastrofy prezydenckiego samolotu 10 kwietnia 2010. W 2016 przygotował nowelizację ustawy o Agencji Mienia Wojskowego (uchwalona w październiku 2016), która zakładała odstąpienie od konkursów na stanowiska prezesa AMW, jego zastępców i dyrektorów oddziałów regionalnych.
W okresie sprawowania urzędu ministra obrony narodowej przez Macierewicza (od 16 listopada 2015 do lipca 2017) z armii odeszło 36 generałów (na dzień 31.07.2017 jest 68), w tym między innymi oraz ponad 200 (z ok. 1,5 tys.) pułkowników, z których część nie zgadzała się z jego działaniami w resorcie obrony.
Jego działalność stała się przedmiotem książki Tomasza Piątka pt. Macierewicz i jego tajemnice (Wydawnictwo Arbitror, 2017, ISBN 978-83-948331-0-7).
W lipcu 2017 wysłał 46 wniosków o nominacje generalskie z okazji 15 sierpnia do Prezydenta RP, który jako zwierzchnik Sił Zbrojnych, wyznacza lub odrzuca wniosek ministra obrony narodowej do awansu oficerów na najwyższe stopnie wojskowe oraz złożył 14 wniosków nominacyjnych z okazji 11 listopada, które nie zostały zaakceptowane przez zwierzchnika Sił Zbrojnych i nie były wręczone. Ostatecznie szef MON Antoni Macierewicz 24 listopada 2017 wycofał wnioski o awanse generalskie. 11 grudnia 2017 objął ponownie urząd ministra obrony narodowej w nowo utworzonym rządzie Mateusza Morawieckiego. Odwołany ze stanowiska ministra obrony narodowej 9 stycznia 2018.
11 stycznia 2018 został powołany przez swojego następcę, Mariusza Błaszczaka, na przewodniczącego Podkomisji ds. Ponownego Zbadania Wypadku Lotniczego pod Smoleńskiem (podkomisji powołanej przy Komisji Badania Wypadków Lotniczych Lotnictwa Państwowego). 6 lutego 2018 na antenie Telewizji Republika, razem z Ryszardem Gromadzkim, rozpoczął prowadzenie programu pt. Pilnujmy Polski, poświęconego kluczowym zagadnieniom związanym z bezpieczeństwem Polski.
W czerwcu 2018 nakładem wydawnictwa „Znak” wydana została nieautoryzowana biografia Antoniego Macierewicza, przygotowana przez dziennikarzy tygodnika „Wprost”: Marcina Dzierżanowskiego i Annę Gielewską. 3 sierpnia z okazji 70. urodzin Antoniego Macierewicza nakładem Wydawnictwa LTW ukazała się księga pamiątkowa Niepodległość ma jeden kształt. Księga dedykowana Antoniemu Macierewiczowi w 70. rocznicę urodzin. Zawiera ona bibliografie prac A. Macierewicza oraz artykuły naukowe z zakresu m.in. historii służb specjalnych. W październiku nakładem wydawnictwa Arbitror wydana została książka pt. Macierewicz. Jak to się stało, w której autor Tomasz Piątek skupia się na aktywności Macierewicza w okresie PRL-u. Publikacja zawiera m.in. wniosek, wynikający z dokumentów dostępnych w IPN, że Antoni Macierewicz znajdował się pod ochroną elitarnej jednostki Biura Studiów SB. W odpowiedzi na publikacje o Macierewiczu, 9 października 2019 nakładem wydawnictwa Biały Kruk ukazała się książka Jerzego Kłosińskiego pt. „Macierewicz. Człowiek do zadań niemożliwych”, opierająca się na dokumentach archiwalnych oraz rozmowach z otoczeniem Macierewicza, jak i nim samym. Jerzy Kłosiński podczas premiery książki stwierdził, że „Polakom należy się prawda o Antonim Macierewiczu”.
W 2019 w wyborach do Sejmu otrzymał 31 280 głosów i uzyskał mandat. W listopadzie 2019 prezydent Andrzej Duda wyznaczył go na marszałka seniora Sejmu IX kadencji. 6 lipca 2021 zasiadł w radzie Fundacji Archiwum Jana Olszewskiego. 11 kwietnia 2022 Macierewicz przedstawił końcowy raport Podkomisji ds. Ponownego Zbadania Wypadku Lotniczego pod Smoleńskiem. Z powodu udostępnienia w raporcie nieocenzurowanych zdjęć ofiar (w tym zwłok prezydenta Lecha Kaczyńskiego), raport został usunięty ze stron rządowych, a Macierewicz opublikował pisemne przeprosiny za upowszechnianie tych drastycznych fotografii. W wyborach do Sejmu X kadencji uzyskał mandat, startując z pierwszego miejsca w okręgu nr 10 (Piotrków Trybunalski), osiągając wynik 32 496 głosów. 
15 grudnia 2023 Ministerstwo Obrony Narodowej poinformowało, iż Podkomisja ds. Ponownego Zbadania Wypadku Lotniczego pod Smoleńskiem, działająca przy PKBWL została zlikwidowana. 24 października 2024 MON przedstawiło raport zespołu badającego prace podkomisji, który negatywnie ocenił jej działanie we wszystkich badanych aspektach, tj. gospodarności, legalności, celowości oraz rzetelności, i na jego podstawie zapowiedziało złożenie do prokuratury 24 wniosków dotyczących Antoniego Macierewicza. W związku z wnioskami raportu, 25 października 2024, współprzewodniczący Nowej Lewicy, Włodzimierz Czarzasty, złożył wniosek do prezydenta RP Andrzeja Dudy, o pozbawienie Macierewicza Orderu Orła Białego.

## Odznaczenia i wyróżnienia
Odznaczenia i ordery
- Order Orła Białego – 13 września 2022 (przez prezydenta Andrzeja Dudę)[123][124]
- Krzyż Kawalerski Orderu Odrodzenia Polski – 3 maja 1990 (zarządzeniem prezydenta RP na uchodźstwie Ryszarda Kaczorowskiego)[125]
- Krzyż Wolności i Solidarności – 2017[126][127]
- Odznaka honorowa „Husarz Polski” (nr 36) – 2006
- Odznaka okolicznościowa Ministerstwa Obrony Narodowej – 2015, ex officio[128]
- Medal Honorowy za zasługi dla Żandarmerii Wojskowej – 2016[129]
- Honorowa Odznaka GROM (nr 146) – 2017[130]
- Krzyż „Golgota Wschodu” – 2018[131].

Nagrody i wyróżnienia
- Tytuł „Człowieka Roku 2010” przyznany przez „Gazetę Polską”[132]
- Nagroda Grzegorza I Wielkiego (przyznana przez czasopismo „Niezależna Gazeta Polska – Nowe Państwo”) – 2012[133]
- Medal Przemysła II – 2013[134]
- Nagroda Patrioty Roku im. Kazimierza Odnowiciela (przyznana przez środowisko wydawnictwa Biały Kruk) – 2016[135]

## Wyniki wyborcze
| Wybory | Komitet wyborczy   | Komitet wyborczy              | Organ                    | Okręg                    | Wynik           |
| ------ | ------------------ | ----------------------------- | ------------------------ | ------------------------ | --------------- |
| 1991   |                    | Wyborcza Akcja Katolicka      | Sejm I kadencji          | nr 1                     | 25 043 (2,59%)  |
| 1993   |                    | Koalicja dla Rzeczypospolitej | Sejm II kadencji         | nr 1                     | 11 586 (2,51%)  |
| 1997   |                    | Ruch Odbudowy Polski          | Sejm III kadencji        | nr 2                     | 15 221 (5,39%)  |
| 2001   |                    | Liga Polskich Rodzin          | Sejm IV kadencji         | nr 19                    | 24 900 (3,39%)  |
| 2002   |                    | Razem Polsce                  | Prezydent m.st. Warszawy | Prezydent m.st. Warszawy | 5849 (1,09%)    |
| 2005   |                    | Ruch Patriotyczny             | Sejm V kadencji          | nr 20                    | 5893 (1,86%)    |
| 2007   |                    | Prawo i Sprawiedliwość        | Sejm VI kadencji         | nr 10                    | 40 055 (13,72%) |
| 2011   | Sejm VII kadencji  | Prawo i Sprawiedliwość        | 41 871 (16,03%)          | nr 10                    |                 |
| 2015   | Sejm VIII kadencji | Prawo i Sprawiedliwość        | 33 960 (11,89%)          | nr 10                    |                 |
| 2019   | Sejm IX kadencji   | Prawo i Sprawiedliwość        | 31 280 (9,03%)           | nr 10                    |                 |
| 2023   | Sejm X kadencji    | Prawo i Sprawiedliwość        | 32 496 (8,19%)           | nr 10                    |                 |

## Publikacje
Prace naukowe
- Ameryka Łacińska w XIX i XX w.: sprawozdanie z obrad konferencji, „Dzieje Najnowsze” 4, 1972, nr 2, s. 171–180 (z Robertem Mroziewiczem)[147][148]
- Inkap Runam, czyli o tym jak rządzono Tawantinsuyu. cyfrowaetnografia.pl. [zarchiwizowane z tego adresu (2017-07-29)]., „Etnografia Polska” 17, 1973, nr 2, s. 179–212[149][148]
- Upadek Tawantinsuyu, czyli z czego żyli Inkowie. cyfrowaetnografia.pl. [zarchiwizowane z tego adresu (2017-07-29)]., „Etnografia Polska” 18, 1974, nr 2, s. 145–178[150][148]

Książki polityczno-publicystyczne
- Niepodległość pracy (1981, Ośrodek Badań Społecznych NSZZ „Solidarność”, współautor)[151]
- Raport z weryfikacji WSI (2007, Wydawnictwo Sowa)[152]
- Oburzeni (2013, Biały Kruk, współautor)
- Wygaszanie Polski 1989–2015 (2015, Biały Kruk, współautor)
- Głos niepodległości (2016, Biały Kruk, współautor)

## Życie prywatne
Antoni Macierewicz jest żonaty z Hanną z domu Natora (ur. 1948), z którą ma córkę Aleksandrę Wesołowską, laktotechnolog.
Ma dwójkę rodzeństwa: Barbarę (ur. 1938) i Wojciecha (ur. 1945).
Antoni Macierewicz i Katarzyna Gójska zostali rodzicami chrzestnymi adoptowanego dziecka Tomasza Sakiewicza – Konstantego.
Jest katolikiem, jako dziecko był ministrantem.